# Abysskiss
Abysskiss è il terzo album in studio da solista della cantante statunitense Adrianne Lenker, pubblicato nel 2018.

## Tracce
Testi e musiche di Adrianne Lenker.
1. Terminal Paradise – 3:59
2. From – 3:38
3. Womb – 2:15
4. Out of Your Mind – 3:51
5. Cradle – 3:17
6. Symbol – 3:49
7. Blue and Red Horses – 3:17
8. Abyss Kiss – 3:03
9. What Can You Say – 2:28
10. 10 Miles – 4:01

Rough Trade Exclusive Demos
1. Questions (demo) – 3:03
2. Homesick (demo) – 3:03
3. Fly (demo) – 1:09